# Вукашин Петровић
Вукашин Ј. Петровић (Београд, 12. октобар 1847 — Београд, 1. септембар 1924) био је српски економиста и политичар.

## Биографија
Отац Јован (раније Јосиф Шауенгел), лекар.
Рођен је 1847. године у Београду, где је и умро 1924. године. Завршио је Велику школу и изучавао државне науке у Немачкој. Био је вишеструки министар финансија, председник Пореске управе, директор Палилулске задруге. Као начелник Министарства финансија припремио је велику реформу непосредних пореза из 1884. године. Важио је за доброг администратора.

## Одабрана дела
- 1882. Грађа за историју Краљевине Србије (коаутор, са братом Николом).